# MWC 297
MWC 297 (RAFGL 2165 / GSC 05107-00494) es una estrella de magnitud aparente +12,31 en la constelación de Serpens. Conocida también por su nombre de variable NZ Serpentis, es una variable de tipo Orión cuyo brillo varía 2,63 magnitudes. Se encuentra a una distancia estimada de 815 años luz respecto al sistema solar.
MWC 297 es una de las estrellas jóvenes masivas más cercanas a la Tierra. Es una estrella Be cuya masa estimada es unas 10 veces mayor que la masa solar. De tipo espectral B1.5V, su brillo está atenuado 8 magnitudes en el espectro visible.
Su luminosidad es 10.700 veces superior a la del Sol.
Tiene una velocidad de rotación proyectada muy elevada de 350 km/s.
A pesar de la gran cantidad de observaciones llevadas a cabo, la naturaleza del objeto y de su entorno circunestelar no son bien entendidos. La alta velocidad de rotación y la existencia de una estructura alargada observada en radiofrecuencias son consistentes con la presencia de un disco de acreción, consecuencia de la formación estelar de MWC 297. La radiación infrarroja emitida por el polvo circunestelar caliente está confinada en una zona compacta muy pequeña, de diámetro inferior a 1,5 UA, alrededor de la estrella central; se piensa que la materia circunestelar está organizada en forma de disco, que desde nuestro punto de vista presenta una inclinación moderada. El disco no muestra ningún hueco a la resolución de las observaciones interferométricas realizadas.